# ギョーム・ミュッソ
ギヨーム・ミュッソ（Guillaume Musso、1974年6月6日 - ）は、フランスの小説家。

２作目の『Et après（邦題：メッセージ―そして、愛が残る）』が本国で100万部以上の大ヒットを記録し一躍ベストセラー作家の仲間入りを果たした。以降毎年話題作を発表し、これまでに刊行した作品は46の言語に翻訳され、その総売上は3500万部を超える。現在フランスでもっとも売れている作家である。

## ミステリ・ランキング

### 週刊文春ミステリーベスト10
- 2018年 - 『ブルックリンの少女』16位
- 2020年 - 『パリのアパルトマン』12位
- 2021年 - 『夜と少女』19位

### このミステリーがすごい!
- 2019年 - 『ブルックリンの少女』15位
- 2021年 - 『パリのアパルトマン』5位

### ミステリが読みたい!
- 2021年 - 『パリのアパルトマン』12位
- 2022年 - 『夜と少女』19位

## 作品リスト
- Skidamarink (2001)
- Et après (2004)
  - メッセージ―そして、愛が残る（訳：吉田恒雄、小学館文庫、2010年9月）
- Sauve-moi (2005)
  - 天国からの案内人（訳：堀内久美子、小学館文庫、2009年11月）
- Seras-tu là? (2006)
  - 時空を超えて（訳：吉田恒雄、小学館文庫、2008年5月）
    - 【改題】あなた、そこにいてくれますか（訳：吉田恒雄、潮文庫、2017年10月）
- Parce que je t'aime (2007)
- Je reviens te chercher (2008)
- Que serais-je sans toi ? (2009)
- La Fille de papier (2010)
- L'Appel de l'ange (2011)
- 7 ans après (2013)
- Demain (2013)
- Central Park (2014)
- L'instant présent (2015)
- La Fille de Brooklyn (2016)
  - ブルックリンの少女（訳：吉田恒雄、集英社文庫、2018年6月）
- Un appartement à Paris (2017)
  - パリのアパルトマン（訳：吉田恒雄、集英社文庫、2019年11月）
- La Jeune Fille et la Nuit (2018)
  - 夜と少女（訳：吉田恒雄、集英社文庫、2021年9月）
- La vie secrète des écrivains (2019)
  - 作家の秘められた人生（訳：吉田恒雄、集英社文庫、2020年9月）
- La vie est un roman (2020)
  - 人生は小説（訳：吉田恒雄、集英社文庫、2023年8月）
- L'Inconnue de la Seine (2021)
- Angélique (2022)
- Quelqu'un d'autre (2024)